# Environmental Toxicology and Chemistry
L’Environmental Toxicology and Chemistry est une revue de toxicologie publiée par la Society of Environmental Toxicology and Chemistry (de). 